# Pandemia de COVID-19 en Bonaire
La pandemia de COVID-19 en Bonaire es parte de la pandemia viral mundial en curso de la enfermedad por coronavirus 2019 (COVID-19), que se confirmó que llegó a la isla caribeña holandesa de Bonaire el 16 de abril de 2020. El 28 de abril, todos los casos se recuperaron. El 14 de julio se descubrieron dos nuevos casos. El 13 de agosto se recuperaron todos los casos.

## Antecedentes
El 12 de enero de 2020, la Organización Mundial de la Salud (OMS) confirmó que un nuevo coronavirus fue la causa de una enfermedad respiratoria en un grupo de personas en Wuhan ,Hubei ,China, que se informó a la OMS el 31 de diciembre de 2019.
La tasa de letalidad de COVID-19 ha sido mucho más baja que la del SARS de 2003 ,pero la transmisión ha sido significativamente mayor, con un número total de muertes significativo.
Bonaire es solo una isla pequeña con una población de 20,915 personas, y las pruebas de COVID-19 deben realizarse en la isla de Curazao.

## Cronología

### Marzo de 2020
El 14 de marzo, Bonaire cerró los viajes internacionales y los cruceros también fueron prohibidos. Se permitieron los viajes locales y de salida entre las islas ABC. Curazao canceló todos los viajes a partir del 16 de marzo, excepto los de los residentes locales, los especialistas en carga y médicos.
El 25 de marzo, ocho especialistas médicos del Centro Médico Académico de Ámsterdam fueron enviados al hospital de Bonaire y se enviaron dos ambulancias aéreas.